# Meilleures handballeuses aux Championnats du monde
Les meilleures handballeuses aux Championnats du monde sont les joueuses qui ont été désignées dans l'équipe-type de chaque championnat du monde féminin de handball.

## Bilan
Le tableau ci-dessous recense les meilleures joueuses connues lors des différents championnats du monde :
| Année | Meilleure joueuse    | Équipe           |
| ----- | -------------------- | ---------------- |
| 1978  | ?                    | inconnu          |
| 1982  | Larissa Karlova      | Union soviétique |
| 1986  | Natalia Morskova     | Union soviétique |
| 1990  | ?                    | inconnu          |
| 1993  | Cecilie Leganger     | Norvège          |
| 1995  | ?                    | inconnu          |
| 1997  | Franziska Heinz      | Allemagne        |
| 1999  | Ausra Fridrikas      | Autriche         |
| 2001  | non décerné          | non décerné      |
| 2003  | Valérie Nicolas      | France           |
| 2005  | Lioudmila Bodnieva   | Russie           |
| 2007  | Katja Nyberg         | Norvège (2)      |
| 2009  | Lioudmila Postnova   | Russie (2)       |
| 2011  | non décerné          | non décerné      |
| 2013  | Eduarda Amorim       | Brésil           |
| 2015  | Cristina Neagu       | Roumanie         |
| 2017  | Stine Bredal Oftedal | Norvège (3)      |
| 2019  | Estavana Polman      | Pays-Bas         |
| 2021  | Kari Brattset        | Norvège (4)      |
| 2023  | Henny Reistad        | Norvège (5)      |

## Meilleures joueuses par compétition

### De1957à1971
De 1957 à 1971, il n'y aurait pas eu d'équipe-type officiellement désignée par l'IHF, mais des journalistes notamment ont pu désigner des meilleures joueuses à leur poste.

### Championnat du monde 1975
L'équipe-type de la compétition est, :
- Meilleure gardienne de but :  Ágota Bujdosó (en)
- Meilleure ailière gauche :  Lioudmila Bobrus
- Meilleure pivot :  Katica Ileš (en)
- Meilleure ailière droite :  Klára Horváth (en)
- Meilleure arrière gauche :  Waltraud Kretzschmar
- Meilleure demi-centre :  Zinaïda Tourtchyna
- Meilleure arrière droite :  Maria Litochenko

### Championnat du monde 1978
L'équipe-type de la compétition est, :
- Meilleure gardienne de but :  Natalia Timochkina
- Meilleure ailière gauche :  Marion Tietz
- Meilleure arrière gauche :  Tatiana Kotchergina
- Meilleure demi-centre :  Kristina Richter
- Meilleure pivot :  Jana Kuťková (en)
- Meilleure arrière droite :  Zinaïda Tourtchyna
- Meilleure ailière droite :   Mária Vadász (en)

### Championnat du monde 1982
L'équipe  idéale,  d'après  les  performances  du  VIIIe  championnat  du  monde sont, :
- Meilleure joueuse :  Larissa Karlova
- Meilleure gardienne de but :  Jasna Ptujec (en)
- Meilleure ? :  Svetlana Anastasovska (en)
- Meilleure arrière ? :  Marianna Nagy-Godor
- Meilleure ? :  Yoon Byung-soon (en)
- Meilleure ? :  Éva Angyal (en)
- Meilleure demi-centre ? :  Jasna Merdan-Kolar
- Meilleure arrière gauche ? :  Natalia Tsygankova

### Championnat du monde 1986
La Soviétique Natalia Kirtchik-Morskova aurait été élue meilleure joueuse de la compétition

### Championnat du monde 1990
Il n'y aurait pas eu d'équipe-type, bien que la Yougoslave Svetlana Mugoša-Antić ait été évoquée comme meilleure pivot, la Soviétique Elena Nemachkalo comme meilleure ailière gauche, et la Polonaise Bożena Karkut (pl) comme meilleure ailière droite[réf. nécessaire].

### Championnat du monde 1993
La Norvégienne Cecilie Leganger a été élue, à seulement 18 ans, meilleure joueuse et meilleure gardienne de but de la compétition,.
La Norvégienne Heidi Sundal aurait été élue meilleure pivot[réf. à confirmer].

Les autres joueuses distinguées ne sont pas connues.

### Championnat du monde 1995
L'équipe-type du tournoi est composée des joueuses suivantes :
- meilleure gardienne : Cecilie Leganger,  Norvège
- meilleure ailière gauche : Anette Hoffmann,  Danemark
- meilleure arrière gauche : Lim O-kyeong,  Corée du Sud
- meilleure demi-centre : Mariana Tîrcă (en),  Roumanie
- meilleure pivot : Natalia Deriouguina,  Russie
- meilleure arrière droite : Sorina Lefter (ro),  Autriche
- meilleure ailière droite : Katalin Szilágyi,  Hongrie

Regrettant que la gardienne sud-coréenne Moon Hyang-ja n'ait pas été distinguée, Cecilie Leganger a saisi le microphone lors de la cérémonie de remise des prix et lui a donné la montre qu'elle avait reçue en trophée. Ce geste lui vaudra à Cecilie Leganger de recevoir le Prix international du Fair Play en 1998.

### Championnat du monde 1997
À l'issue du tournoi, l'équipe-type du tournoi a été désignée, :
- meilleure joueuse : Franziska Heinz (de),  Allemagne[16][réf. à confirmer]
- meilleure gardienne : Suzanne Munk-Lauritsen,  Danemark
- meilleure ailière gauche : Han Sun-hee,  Corée du Sud
- meilleure arrière gauche : Franziska Heinz (de),  Allemagne
- meilleure demi-centre : Camilla Andersen,  Danemark
- meilleure pivot : Natalia Deriouguina,  Russie
- meilleure arrière droite : Tonje Sagstuen,  Norvège
- meilleure ailière droite : Natalia Malakhova,  Russie

### Championnat du monde 1999
L'équipe-type du tournoi est composée des joueuses suivantes, :
- meilleure joueuse : Ausra Fridrikas  Autriche
- meilleure gardienne : Cecilie Leganger  Norvège
- meilleure ailière gauche : Dóra Lőwy (en)  Hongrie
- meilleure arrière gauche : Ausra Fridrikas  Autriche
- meilleure demi-centre : Nodjialem Myaro  France
- meilleure pivot : Tonje Kjærgaard  Danemark
- meilleure arrière droite : Indira Kastratović (en)  Macédoine
- meilleure ailière droite : Kristine Duvholt  Norvège

### Championnat du monde 2001
À l'issue du tournoi, l'équipe type du tournoi a été désignée,,,, :
- meilleure joueuse : non décerné
- meilleure gardienne : Cecilie Leganger,  Norvège
- meilleure ailière gauche : Maja Savić,  RF Yougoslavie
- meilleure arrière gauche : Leila Lejeune,  France
- meilleure demi-centre : Irina Poltoratskaïa,  Russie
- meilleure pivot : Lioudmila Bodnieva,  Russie
- meilleure arrière droite : Mette Vestergaard,  Danemark
- meilleure ailière droite : Beatrix Balogh,  Hongrie

### Championnat du monde 2003
À l'issue du tournoi, l'équipe-type du tournoi a été désignée, :
- Meilleure joueuse (MVP) : Valérie Nicolas,  France
- Gardienne : Valérie Nicolas,  France
- Ailière gauche : Tatjana Oder,  Slovénie
- Arrière gauche : Olena Tsyhytsia,  Ukraine
- Demi-centre : Anita Görbicz,  Hongrie
- Arrière droite : Bojana Radulovics,  Hongrie
- Ailière droite : Woo Sun-hee,  Corée du Sud
- Pivot : Isabelle Wendling,  France
- Prix du Fair-play[26] : Estelle Vogein,  France

### Championnat du monde 2005
À l'issue du tournoi, l'équipe-type du tournoi a été désignée :
- Meilleure joueuse (MVP) : Lioudmila Bodnieva,  Russie
- meilleure gardienne de but : Luminița Dinu-Huțupan,  Roumanie
- meilleure ailière gauche : Valentina Neli Ardean Elisei,  Roumanie
- meilleure arrière gauche : Pearl van der Wissel,  Pays-Bas
- meilleure demi-centre : Anita Görbicz,  Hongrie
- meilleure pivot :  Lioudmila Bodnieva,  Russie
- meilleure arrière droite : Grit Jurack,  Allemagne
- meilleure ailière droite : Woo Sun-hee,  Corée du Sud

### Championnat du monde 2007
À l'issue du tournoi, l'équipe-type du tournoi a été désignée,, :
- meilleure joueuse : Katja Nyberg,  Norvège
- meilleure gardienne de but : Valérie Nicolas,  France
- meilleure ailière gauche : Polina Vyakhireva,  Russie
- meilleure arrière gauche : Gro Hammerseng,  Norvège
- meilleure demi-centre : Anita Görbicz,  Hongrie
- meilleure pivot : Ionela Stanca-Gâlcă,  Roumanie
- meilleure arrière droite : Grit Jurack,  Allemagne
- meilleure ailière droite : Iana Ouskova,  Russie

### Championnat du monde 2009
À l'issue du tournoi, l'équipe-type du tournoi a été désignée :
- meilleure joueuse : Lioudmila Postnova,  Russie
- meilleure gardienne : Inna Souslina,  Russie
- meilleure ailière gauche : Camilla Herrem,  Norvège
- meilleure arrière gauche : Mariama Signaté,  France
- meilleure demi-centre : Allison Pineau,  France
- meilleure pivot : Begoña Fernández,  Espagne
- meilleure arrière droite : Marta Mangué,  Espagne
- meilleure ailière droite : Linn-Kristin Riegelhuth,  Norvège

### Championnat du monde 2011
L'équipe type du tournoi est composée des joueuses suivantes:
- meilleure joueuse : non décerné
- meilleure gardienne : Chana Masson de Souza,  Brésil
- meilleure ailière gauche : Emilia Toureï,  Russie
- meilleure arrière gauche : Andrea Penezić,  Croatie
- meilleure pivot : Heidi Løke,  Norvège
- meilleure demi-centre : Allison Pineau,  France
- meilleure arrière droite : Line Jørgensen,  Danemark
- meilleure ailière droite : Carmen Martín,  Espagne

### Championnat du monde 2013
L'équipe-type du tournoi est composée des joueuses suivantes, :
- meilleure joueuse : Eduarda Amorim,  Brésil
- meilleure gardienne de but : Bárbara Arenhart,  Brésil
- meilleure ailière gauche : Maria Fisker,  Danemark
- meilleure arrière gauche : Sanja Damnjanović,  Serbie
- meilleure demi-centre : Anita Görbicz,  Hongrie
- meilleure pivot : Dragana Cvijić,  Serbie
- meilleure arrière droite : Susann Müller,  Allemagne
- meilleure ailière droite : Woo Sun-hee,  Corée du Sud

Pour l'anecdote, c'est la première fois qu'aucune joueuse norvégienne n'est élue dans l'équipe type d'une compétition internationale (JO, Mondial ou Euro) depuis Championnat du monde 2005[réf. nécessaire]... compétition où avaient déjà été récompensées Anita Görbicz et Woo Sun-hee.

### Championnat du monde 2015
| Wester Ardean Løke Radičević Neagu Oftedal Mørk Meilleure joueuse : Neagu Meilleure buteuse : Neagu (63 buts)               |
| Équipe-type du championnat du monde féminin 2015                                                                            |
| · Wester · Ardean · Løke · Radičević · Neagu · Oftedal · Mørk Meilleure joueuse : Neagu Meilleure buteuse : Neagu (63 buts) |

L'équipe-type du tournoi est composée des joueuses suivantes :
- meilleure joueuse : Cristina Neagu  Roumanie
- meilleure gardienne : Tess Wester  Pays-Bas
- meilleure ailière droite : Jovanka Radičević  Monténégro
- meilleure arrière droite : Nora Mørk  Norvège
- meilleure demi-centre : Stine Bredal Oftedal  Norvège
- meilleure pivot : Heidi Løke  Norvège
- meilleure arrière gauche : Cristina Neagu  Roumanie
- meilleure ailière gauche : Valentina Ardean Elisei  Roumanie

Une équipe type des meilleures jeunes joueuses (jusqu'à 22 ans) est également désignée :
- meilleure gardienne : Laura Glauser  France
- meilleure ailière droite : Anna Viakhireva  Russie
- meilleure arrière droite : Monika Kobylińska  Pologne
- meilleure demi-centre : Eliza Buceschi  Roumanie
- meilleure pivot : Ru Qiao  Chine
- meilleure arrière gauche : Anne Mette Hansen  Danemark
- meilleure ailière gauche : Livia Veranes  Cuba

### Championnat du monde 2017
| Lunde Dembélé Broch Hagman Abbingh Zaadi Mørk Meilleure joueuse : Oftedal Meilleure gardienne : Lunde (42 %) Meilleure buteuse : Mørk (66 buts)               |
| Équipe-type du championnat du monde féminin 2017 |
| · Lunde · Dembélé · Broch · Hagman · Abbingh · Zaadi · Mørk Meilleure joueuse : Oftedal Meilleure gardienne : Lunde (42 %) Meilleure buteuse : Mørk (66 buts) |

L'équipe type du tournoi est composée des joueuses suivantes : 
- meilleure joueuse : Stine Bredal Oftedal  Norvège
- Meilleure gardienne de but : Katrine Lunde  Norvège
- Meilleure ailière gauche : Siraba Dembélé  France
- Meilleure arrière gauche : Lois Abbingh  Pays-Bas
- Meilleure demi-centre : Grâce Zaadi  France
- Meilleure pivot : Yvette Broch  Pays-Bas
- Meilleure arrière droite : Nora Mørk  Norvège
- Meilleure ailière droite : Nathalie Hagman,  Suède

### Championnat du monde 2019
| Wester Herrem Blohm Radičević Barbosa Polman Viakhireva Meilleure joueuse : Polman Meilleure marqueuse : Abbingh (71 buts) Meilleure gardienne : Gabriel (42,0 %)               |
| Équipe-type du championnat du monde féminin 2019 |
| · Wester · Herrem · Blohm · Radičević · Barbosa · Polman · Viakhireva Meilleure joueuse : Polman Meilleure marqueuse : Abbingh (71 buts) Meilleure gardienne : Gabriel (42,0 %) |

L'équipe-type du tournoi est composée des joueuses suivantes : 
- meilleure joueuse : Estavana Polman,  Pays-Bas
- Meilleure gardienne de but : Tess Wester,  Pays-Bas
- Meilleure ailière gauche : Camilla Herrem,  Norvège
- Meilleure arrière gauche : Alexandrina Barbosa,  Espagne
- Meilleure demi-centre : Estavana Polman,  Pays-Bas
- Meilleure pivot : Linn Blohm,  Suède
- Meilleure arrière droite : Anna Viakhireva,  Russie
- Meilleure ailière droite : Jovanka Radičević,  Monténégro

### Championnat du monde 2021
L'équipe-type du tournoi est composée des joueuses suivantes :
- Meilleure joueuse :  Kari Brattset
- Meilleure gardienne de but :  Sandra Toft
- Meilleure ailière droite :  Carmen Martín
- Meilleure arrière droite :  Nora Mørk
- Meilleure demi-centre :  Grâce Zaadi
- Meilleure pivot :  Pauletta Foppa
- Meilleure arrière gauche :  Henny Reistad
- Meilleure ailière gauche :  Coralie Lassource

### Championnat du monde 2023
| Glauser Valentini Blohm Hagman Nze Minko Oftedal Burgaard Meilleure joueuse : Reistad Meilleure buteuse : Jeřábková               |
| Équipe-type du championnat du monde 2023                                                                                          |
| · Glauser · Valentini · Blohm · Hagman · Nze Minko · Oftedal · Burgaard Meilleure joueuse : Reistad Meilleure buteuse : Jeřábková |

L'équipe-type du tournoi est composée des joueuses suivantes : 
- Meilleure joueuse :  Henny Reistad
- Meilleure gardienne de but :  Laura Glauser
- Meilleure ailière droite :  Nathalie Hagman
- Meilleure arrière droite :  Louise Burgaard
- Meilleure demi-centre :  Stine Bredal Oftedal
- Meilleure pivot :  Linn Blohm
- Meilleure arrière gauche :  Estelle Nze Minko
- Meilleure ailière gauche :  Chloé Valentini
- Meilleure jeune :  Viola Leuchter